# La Chapelle-aux-Choux

La Chapelle-aux-Choux este o comună în departamentul Sarthe, Franța. În 2009 avea o populație de 276 de locuitori.